# ماكسيم بوروفكوف
ماكسيم بوروفكوف (بالأوكرانية: Боровков Максим Валерійович)‏ هو لاعب كرة قدم أوكراني في مركز الوسط، ولد في 5 أبريل 1977 في جمهورية أوكرانيا الاشتراكية السوفيتية في الاتحاد السوفيتي. لعب مع ديسنا تشرنيغوف.

## وصلات خارجية
- ماكسيم بوروفكوف على موقع اتحاد أوكرانيا (الإنجليزية)
- ماكسيم بوروفكوف على موقع قاعدة بيانات كرة القدم.إي يو (الإنجليزية)
- ماكسيم بوروفكوف على موقع Soccerway.com (الإنجليزية)